# NHL 16
NHL 16 est un jeu vidéo de hockey sur glace développé par EA Canada et édité par EA Sports. NHL 16 est le 26e opus de la série NHL. C'est aussi la suite du jeu NHL 15. Initialement, Patrick Kane et Jonathan Toews des Blackhawks de Chicago devaient figurer tous les deux soulevant la Coupe Stanley. Patrick Kane a été retiré à cause de rumeurs d'allégations contre lui. Jonathan Toews des Blackhawks de Chicago  figure seul sur la couverture du jeu

## Accueil
- Jeuxvideo.com : 16/20[1]
- IGN : 7,8/10[2]